# Valérie Benguigui
Valérie Benguigui (Orán, 8 de julio de 1961 - París, 2 de septiembre de 2013) fue una directora de teatro y actriz francesa de origen argelino. Tomó cursos de actuación en el Cours Florent y la Escuela Nacional de Teatro de Chaillot. Su primer papel en el cine fue en On a volé Charlie Spencer (1986) de Francis Huster.
Su papel de mayor éxito en televisión fue en la serie Avocats et associés, en la que apareció desde 2000 hasta 2005. También produjo y dirigió varias obras de teatro en ese momento. En 2012, interpretó a Élisabeth en la película El nombre (Le Prénom), que le valió un Premio César a la mejor actriz de reparto, así como una nominación al Premio Molière a la mejor actriz de reparto.

## Vida personal
Benguigui estuvo casada con el actor y mánager de restaurante Eric Wapler, a quien conoció mientras estudiaba en Cours Florent. Ellos tuvieron dos hijos.

## Muerte
Benguigui murió de cáncer de mama, a los 47 años de edad, el 2 de septiembre de 2013 en París. Ella luchó contra la enfermedad durante tres años.